# Friedrich Karl Thauer

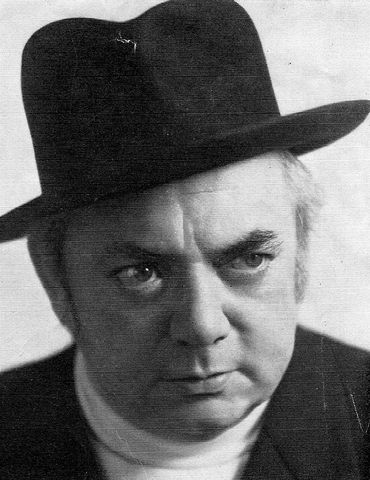
Friedrich Karl Thauer (1949)

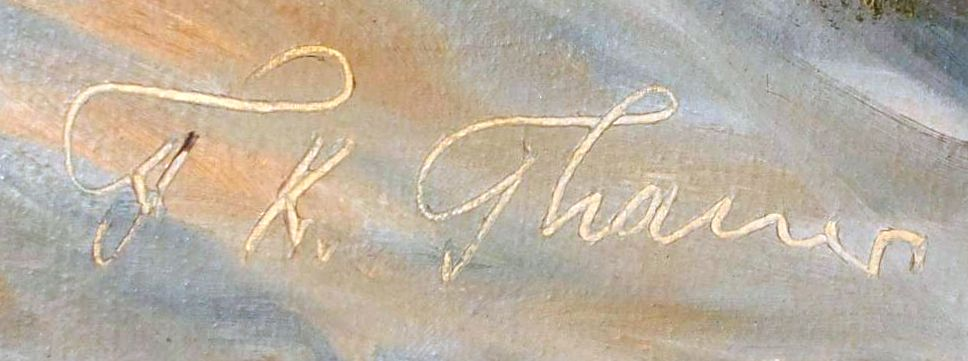
Signatur F.K.Thauer

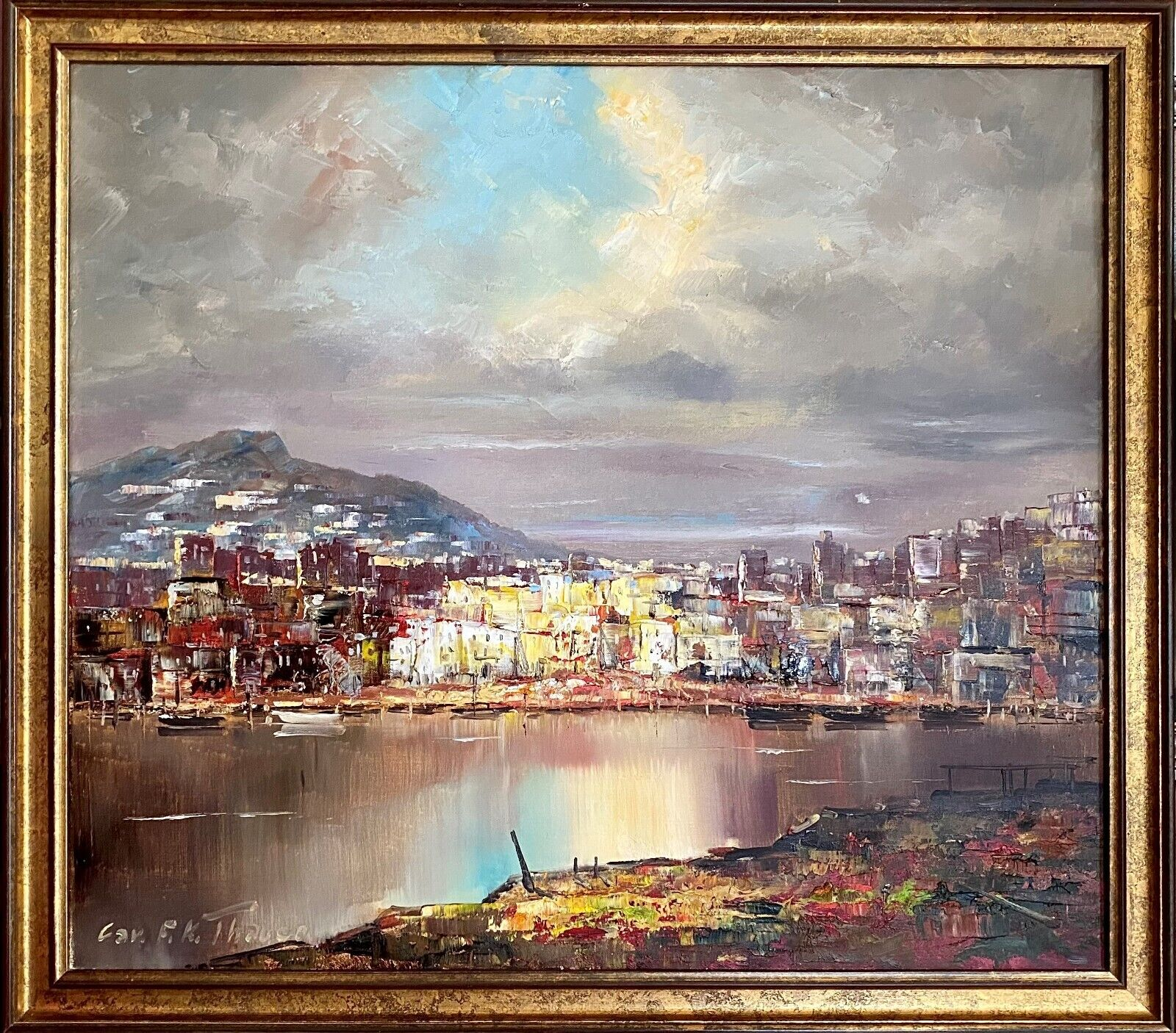
Friedrich Karl Thauer – Bootshafen am Lago di Como (70 cm × 80 cm) – undatiert; vermutlich 1960er Jahre

Friedrich Karl Thauer (* 3. April 1924; † 20. Januar 2009) war ein deutscher Maler.

## Leben
Thauer entstammte einer traditionsreichen Künstlerfamilie. Sein Vater Heinrich Thauer war Meisterschüler unter Roth. Er fertigte u. a. die Entwürfe für das Fresko “Hl. Benno mit Münchner Kindl” am Alten Rathaus in München, sowie für die drei Mosaikkuppeln im Münchener Nordfriedhof. Er porträtierte berühmte Zeitgenossen aus dem öffentlichen Leben.
Friedrich Karl Thauer studierte u. a. bei dem Maler und Restaurator Franz Haggenmiller, sowie bei Motz in München. Durch Oskar Kokoschka, bei dem er in Salzburg, Österreich, an der internationalen Akademie studierte, erhielt er entscheidende Beeinflussung auch bei seinen figürlichen Darstellungen.
Thauer stellte 1946 schon mit 21 Jahren zusammen mit Gabriele Münter und anderen aus dem Kandinskykreis in Murnau aus. Gabriele Münter sprach von Thauer von einer genialen Begabung.
Kollektivausstellungen von F. K. Thauer waren in der Schweiz, wo er in Zürich in der Galerie „Am Pfauen“ großen Erfolg hatte. Seine Erfolge führten zur Ernennung zum Cavaliere stella al merito artistico.
F. K. Thauer hat sich in seinen Arbeiten über Stadtansichten und Landschaften ganz der Tradition der Münchner Schule verschrieben. Seine Werke sind im Impressionismus angesiedelt.
Ab 1963 unterhielt F.K. Thauer in Arco, Italien, ein zweites Atelier in eremitischer Abgeschiedenheit.
Arbeiten von F. K. Thauer sind in vielen bedeutenden internationalen Sammlungen zu finden.

## Preise und Ehrungen
- 1975: Goldmedaille „La stella d’oro“  anlässlich der jährlich stattfindenden Kunstausstellung im Pazzon Di Caprino Veronese
- 1985: Titel des „Gran master dell’arte“ in Reggio nell’Emilia
- 1987: den „Oscar Città del Tricolore“.
- 1988: „Premio Biennale di Venezia“,  bronzener Löwe.
- 1988:  Bundesverdienstkreuz am Bande verliehen für seine „hohe Qualität der Gemälde und die Vertiefung der kulturellen Beziehungen zwischen der Bundesrepublik Deutschland und Italien“.
- 1998: „Premio Nobel Dell’Arte“, Nobelpreis der Kunst in San Marino.